# Фесюк Василь Олександрович
Васи́ль Олекса́ндрович Фесю́к — український географ.

## Біографічні дані
Доктор географічних наук, професор, завідувач кафедри фізичної географії. Український географ, доктор географічних наук, професор кафедри фізичної географії. Дослідження вченого стосуються урбоекології, конструктивної географії, моделювання й прогнозування стану довкілля, математичних методів в геоекологічних дослідженнях, застосування геоінформаційних систем в екології та географії. Під його науковим керівництвом захищено 1 кандидата географічних наук.

## Освіта
- 2009 р. Доктор географічних наук, Львівський національний університет імені Івана Франка (м. Львів)
- 2002 р. Кандидат географічних наук, Київський національний університет імені Тараса Шевченка (м. Київ)
- 1998 р. Диплом про вищу освіту, географічний факультет, Волинський державний університет (Луцьк)

## Професійні відзнаки, нагороди, членство в організаціях
- 2011—2012 рр. стипендіат Верховної Ради України
- 2010—2012 рр. стипендіат Кабінету Міністрів України
- 2005 р. державна відзнака — «Відмінник освіти України»

## Наукові інтереси
- урбоекологія
- конструктивна географія
- моделювання й прогнозування стану довкілля
- математичні методи в геоекологічних дослідженнях
- геоінформаційні системи в екології та географії

## Грантова діяльність
- 2016 керівник проєкту на замовлення Управління екології та природних ресурсів Волинської обласної державної адміністрації «Регіональна схема формування екологічної мережі Волинської області»

## Курси дисциплін
- Методологія та організація наукових досліджень в галузі знань
- Кількісні методи в географії
- Географічне моделювання і прогнозування

## Вибрані праці
- Фесюк В. О., Барський Ю. М., Мольчак Я. О. Сучасні тенденції соціально-демографічної ситуації в м. Луцьку. Актуальні проблеми економіки. 2016. № 2. С. 243—252.
- Barskyi Y. M., Fesyuk V. O., Pogrebskyi T. G., Golub G. S. Using the cluster analysis in socio-geographical researches. Acta Geographica Silesiana. 2016. Vol. 22. P. 5–9.
- Сучасний екологічний стан та перспективи екологічно безпечного стійкого розвитку Волинської області: колективна монографія / В. О. Фесюк, С. О. Пугач, А. М. Слащук [та ін.]; за ред. В. О. Фесюка. Київ: ТОВ «Підприємство ВІ ЕН ЕЙ», 2016. 316 с.
- Карпюк З. К., Фесюк В. О., Антипюк О. В. Природно-заповідний фонд Волинської області: альбом-каталог. Київ: ТОВ «ОК–ПОЛІГРАФ», 2018. 136 с.
- Фесюк В. О., Черней С. В. Екологічна безпека м. Луцька та перспективи її підвищення. Наукові записки Тернопільського національного педагогічного університету імені Володимира Гнатюка. Географія. 2019. № 2 (47). С. 138—146. DOI : 10.25128/2519-4577.19.3.17
- Фесюк В. О., Мельник В. І. Кількісна оцінка взаємозв'язку скидів забруднених стоків і якості води в річці. Вісник Кам'янець-Подільського національного університету імені Івана Огієнка. Екологія. 2019. № 4. С. 43–50.
- Фесюк В. О., Лисюк В. А. Екологічна оцінка якості води озера Велике Згоранське. Наукові записки Тернопільського національного педагогічного університету імені Володимира Гнатюка. Географія. 2019. № 2 (47). С. 123—130. DOI : 10.25128/ 2519-4577.19.3.15
- Карпюк Зоя, Фесюк Василь, Мороз Ірина. Природно-заповідний фонд м. Луцька: історія формування, функціональне призначення, сучасний стан збереженості. Науковий вісник Східноєвропейського національного університету ім. Лесі Українки. Географічні науки. 2020. № 1 (405). С. 25–36.
- Fesyuk V. O., Moroz A. I., Chyzhevska L. T., Karpiuk Z. K., Polianskyi S. V. Burned peatlands within the Volyn region: state, dynamics, threats, ways of further use. Journal of Geology, Geography and Geoecology. 2020. Vol. 29, No 3. Р. 483—494. DOI : 10.15421/112043
- Fesyuk V. O., Ilyin L. V., Moroz A. I., Ilyina O. V. Environmental assessment of water quality in various lakes of the Volyn region, which is intensively used in recreation. Visnyk of V. N. Karazin Kharkiv National University. Geology. Geography. Ecology. 2020. Vol. 52. P. 236—250. DOI : 10.26565/2410-7360-2020-52-1
- Петлін В. М., Фесюк В. О., Карпюк З. К. Регіональна екомережа Волинської області. Український географічний журнал. 2021. № 2. С. 31–41. https://doi.org/10.15407/ugz2021.02.031.
- Фесюк В. О., Мороз І. А. Сучасний стан забруднення атмосферного повітря м. Луцька. Вісник Харківського національного університету імені В. Н. Каразіна. Геологія. Географія. Екологія. 2021. Вип. 54. С. 250—255.
- Fesyuk V., Moroz I., Kirchuk R., Polianskyi S., Fedoniuk M. Soil degradation in Volyn region: current state, dynamics, ways of reduction. Journal of Geology, Geography and Geoecology. 2021. Vol. 31. № 2. Р. 492—500. DOI : 10.15421/112121.
- Карпюк З. К., Фесюк В. О. Природоохоронні мережі Волинської області: монографія. Луцьк: Терен, 2021. 212 с.
- Гулай О.І., Мороз І.А. , Фесюк В.О. МОТИВАЦІЙНІ ФАКТОРИ ВИБОРУ МАЙБУТНЬОЇ СПЕЦІАЛЬНОСТІ. Наукові записки. Серія: Педагогічні науки. 2021. №198. С. 28-32. (http://dspace.kntu.kr.ua/jspui/bitstream/123456789/11022/1/Збірник%20статей%20КНПУ.pdf)
- Fesyuk, V., Moroz, I., Kirchuk, R., Polianskyi, S., & Fedoniuk, M. (2021). Soil degradation in Volyn region: current state, dynamics, ways of reduction. Journal of Geology, Geography and Geoecology, 30(2), 239-249. https://doi.org/https://doi.org/10.15421/112121 (https://geology-dnu.dp.ua/index.php/GG/article/view/809 [Архівовано 24 листопада 2021 у Wayback Machine.])
- Профіль в Google Академії  https://scholar.google.com.ua/citations?user=OtGRO8oAAAAJ&hl=uk [Архівовано 24 листопада 2021 у Wayback Machine.]
- https://orcid.org/0000-0003-3954-9917 [Архівовано 24 листопада 2021 у Wayback Machine.]

| науковець | Це незавершена стаття про науковця. Ви можете допомогти проєкту, виправивши або дописавши її. |